# Мельбурн Вайксенз
Мельбурн Вайксенз — австралійська нетбольна команда, що базується у Мельбурні і виступає у Національний нетбольній лізі, після її створення у 2017 році. До цього команда виступала у Чемпіонаті АНЗ. Команду було створено 2008 року. Домашні ігри команда проводить на Мельбурн-Арені та Арені Маргарет Корт, тоді як тренування у Державному центрі нетболу та хокею.
«Вайксенз» двічі ставали переможцями у чемпіонаті АНЗ у 2009 та 2014 роках. Команда також фінішувала другою у змаганнях 2012 року.